# Adélaïde de Bourgogne (1233-1273)
Pour les articles homonymes, voir Adélaïde de Bourgogne (homonymie).
Adélaïde de Bourgogne (Aleyde, Alix), parfois aussi appelée Adélaïde de Brabant (v. 1233 -20 octobre 1273) est duchesse de Brabant par son mariage avec Henri III,  duc de Brabant, ainsi que régente du Brabant durant la minorité de ses fils Henri IV et Jean Ier,.

## Biographie
Adélaïde est la fille d'Hugues IV, duc de Bourgogne, et de sa première épouse, Yolande de Dreux.
Après le décès de son époux Henri III en 1261, alors que son fils Henri IV, faible d'esprit, lui succède, Adélaïde de Bourgogne prend le pouvoir. Adélaïde consulte Thomas d'Aquin au sujet de quelques dispositions du testament du défunt duc ; celui-ci lui répond par la lettre De regimine judaeorum.
En 1262, elle pose la première pierre du prieuré de Val Duchesse  qui accueille des nonnes de l'ordre dominicain. Une rue des environs fait encore aujourd'hui référence à la duchesse.

## Unions et descendance
En 1251, elle épouse Henri III (1231 † 1261), duc de Brabant, et eut :
- Henri IV (1251 † 1272), duc de Brabant ;
- Jean Ier le Victorieux (1253 † 1294), duc de Brabant ;
- Godefroy  († 1302), seigneur d'Aerschot, de Vierzon et qui possède le château de La Ferté-Imbault ;
- Marie (1254 † 1322), mariée en 1274 à Philippe III le Hardi (1245 † 1285), roi de France.

Le roman d'aventures en vers Sone de Nansay, qui aurait été rédigé à l'instigation d'Aleyde, fait des allusions à des situations réelles et des personnages qui vivent à la cour de Brabant. Il sert à l'éducation du second fils d'Adélaïde, qui règnera sous le nom de Jean Ier à partir de 1267.